# ابرار اسماعیلوف
ابرار اسماعیلوف (انگلیسی: Abror Ismoilov؛ زادهٔ ۸ ژانویهٔ ۱۹۹۸) بازیکن فوتبال اهل ازبکستان است.
از باشگاه‌هایی که در آن بازی کرده‌است می‌توان به باشگاه فوتبال پخته‌کار تاشکند اشاره کرد.
وی همچنین در تیم‌های ملی فوتبال زیر ۱۹ سال، زیر ۲۳ سال و بزرگسالان ازبکستان بازی کرده‌است.